# Flétrissement bactérien du riz
Le flétrissement bactérien du riz, ou bactériose des feuilles du riz, est une maladie bactérienne qui affecte les cultures de riz (Oryza sativa, Oryza glaberrima), ainsi que certaines graminées sauvages ou adventices. L'agent causal est une espèce de protéobactéries, Xanthomonas oryzae pv. oryzae (syn. Xanthomonas campestris pv. oryzae). C'est une des plus graves maladies du riz en Asie du Sud-Est, en particulier sur les cultivars nains à haut rendement. Cette bactériose a été signalée pour la première fois en 1884 dans la région de Fukuoka (île de Kyūshū, Japon) et l'agent causal identifié en 1911 sous le nom de Bacillus oryzae.

## Symptômes
Les premiers symptômes apparaissent sur les feuilles des jeunes plantes, après la plantation, sous forme de stries vert clair à gris-vert, devenant aqueuses près de l'extrémité et du bord des feuilles. Ces lésions fusionnent et deviennent blanc jaunâtre avec des bords ondulés. Elles peuvent s'étendre à la feuille entière qui devient blanchâtre ou grisâtre et meurt. Chez les cultivars les plus sensibles, les gaines foliaires et les chaumes peuvent être attaqués. 
L'infection systémique entraîne le flétrissement, la dessèchement des feuilles et la mort, en particulier des jeunes plants transplantés. Chez les plantes plus âgées, les feuilles jaunissent puis meurent. Ces symptômes sont connus sous le nom de « kresek », depuis leur découverte en Indonésie en 1950. Alors qu'ils ont d'abord été identifiés comme une nouvelle maladie, la découverte de l'agent causal en 1964 a permis d'établir que le kresek était un symptôme du flétrissement bactérien. 
Aux stades ultérieurs, la maladie peut être difficile à distinguer de la maladie des stries bactériennes causée par Xanthomonas oryzae pv. oryzicola (autre pathovar de Xanthomonas oryzae).

## Transmission
La propagation de la maladie entre les plantes dans les cultures se fait par les eaux d'irrigation ou les eaux de ruissellement, ainsi que par les gouttes de pluie projetées par le vent.
À plus longue distance, la dissémination se fait probablement par les semences. En général, des températures comprises entre  25 et 34 °C et une humidité relative supérieure à 70 % favorisent la maladie.

## Plantes-hôtes
Les plantes affectées par cette maladie sont principalement les espèces de riz du genre Oryza : riz cultivés (Oryza sativa et Oryza glaberrima, riz africain) et des espèces sauvages telles que Oryza australiensis, Oryza longistaminata, Oryza rufipogon, ainsi que le riz sauvage (genre Zizania : Zizania aquatica, Zizania palustris). 
De nombreuses autres espèces de Poaceae (genres  Cenchrus, Cynodon, Echinochloa, Leersia, Leptochloa, Megathyrsus, Paspalum, Urochloa, Zoysia) et quelques espèces de Cyperaceae (Cyperus) peuvent également être attaquées.
De nombreuses autres espèces de plantes sont sensibles en cas d'inoculation artificielle. Les plantes sauvages ou adventices peuvent lorsqu'elles sont infectées jouer le rôle de réservoir favorisant l'expansion de la maladie.

## Distribution
Le flétrissement bactérien du riz est une maladie largement répandue dans les régions rizicoles du monde. On la rencontre notamment en Asie, en Afrique, en Amérique du Nord et du Sud ainsi qu'en Amérique centrale, en Europe et en Océanie. Elle a été signalée en Australie et aux îles Fidji. Elle n'a toutefois pas été signalée à Madagascar ni au Brésil, pays qui pourtant ont de vastes zones rizicoles.

## Méthodes de lutte
Les moyens de lutter contre cette maladie reposent sur une gestion attentive des cultures, qui permet d'en diminuer l'incidence, par l'utilisation de variétés résistantes et par le traitement des semences.
De nombreux gènes de résistance au flétrissement ont été identifiés, notamment grâce aux programmes de sélection de l'IRRI et sont disponibles pour permettre la création ou l'amélioration de variétés commerciales. La disponibilité  pour ces gènes de marqueurs moléculaires a rendu plus efficace l'amélioration de la résistance au flétrissement bactérien.
Plus de 40 gènes de résistance au flétrissement bactérien, nommés Xa1 à Xa42, ont été identifiés, dont 9 ont été isolés et clonés et 14 souches de l'agent pathogène du flétrissement bactérien représentant 10 races ont été caractérisées rien qu'aux Philippines. Six gènes Xa, marqués avec des marqueurs moléculaires, ont permis d'identifier de nouvelles lignées résistantes, facilitant la diffusion de variétés résistantes dans plusieurs pays, en particulier en Indonésie, aux Philippines, en Inde et en Chine.
Actuellement (2018), dans les principales zones rizicoles d'Asie, les pertes de rendement causées par le flétrissement  bactérien sont généralement d'environ 1 % ou moins, grâce au déploiement de variétés résistantes, comme par exemple les variétés NSIC Rc142 et NSIC Rc154 aux Philippines.